# Portmore (Hampshire)
Portmore est un hameau situé dans le New Forest, parc national du Hampshire, en Angleterre. Il se trouve dans la paroisse civile de Boldre. 
La ville la plus proche est Lymington qui se situe à environ 2,7 km au sud-ouest du village.

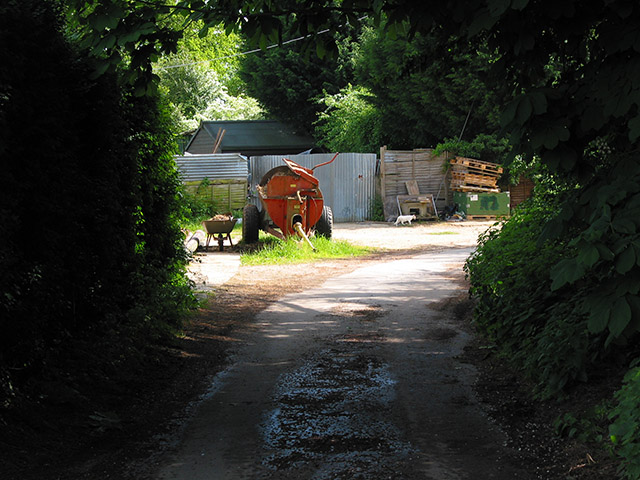
Jordans Lane à Portmore.